# عائشة عجوري
عائشة عجوري ممثلة جزائرية (04 أبريل 1916 - 12 نوفمبر 2010) مواليد ولاية البليدة، اشتهرت أكثر باسم كلثوم. يصفها الكثيرون بـعميدة الفن في الجزائر وسيدة المسرح والسينما والتلفزيون بلا منازع.

## المشوار الفني
اكتشفها الكاتب المسرحي محي الدين بشطارزي سنة 1935، شاركت في حوالي 20 فيلما وأكثر من 70 مسرحية. التخقت بأوبرا الجزائر عند تأسيسها في عام 1947 أسندت الأدوار الأساسية إليها.
شهد في فيلم ريح الأوراس تألقها، بأدائها المتميز في هذا العمل بدور الأم الباحثة عن ابنها المختطف من قبل الجيش الفرنسي. الفيلم الذي أخرجه السينمائي محمد الأخضر حامينة ونال جائزة السعفة الذهبية كأحسن عمل سينمائي في مهرجان كان لسنة 1967 في طبعته العشرين.
إضافة إلى أعمال فنية كثيرة مثل :
- ريح الأوراس (1966) للمخرج محمد الأخضر حمينة
- حسن طيرو (1968) للمخرج محمد الأخضر حمينة
- المهمة (1971)
- الغاصبين (1972) من إخراج لمين مرباح
- بدون جذور (1976) من إخراج لمين مرباح
- ريح الجنوب (1975) للمخرج محمد سليم رياض عن رواية ريح الجنوب لعبد الحميد بن هدوقة

- حسن طاكسي (1982) للمخرج محمد سليم رياض
- حسن نية (1989) لغوثي بن ددوش